# Amphiophiura
Genre
Amphiophiura est un genre d'ophiures de la famille des Ophiopyrgidae. 

## Liste d'espèces
Selon World Register of Marine Species (14 avril 2015) :
- Amphiophiura abcisa (Lütken & Mortensen, 1899)
- Amphiophiura antarctica Koehler, 1923
- Amphiophiura bakeri McKnight, 2003
- Amphiophiura canaliculata Koehler, 1922
- Amphiophiura concava Hertz, 1927
- Amphiophiura confecta (Koehler, 1930)
- Amphiophiura coronata (Koehler, 1914)
- Amphiophiura distincta (Koehler, 1904)
- Amphiophiura fasciculata (Lyman, 1883)
- Amphiophiura fastigiata Koehler, 1922
- Amphiophiura fisheri (Clark, 1949)
- Amphiophiura gallardoi Manso, 2010
- Amphiophiura gibbosa Mortensen, 1936
- Amphiophiura improba (Koehler, 1904)
- Amphiophiura indica (Brock, 1888)
- Amphiophiura inops (Koehler, 1908)
- Amphiophiura insolita (Koehler, 1904)
- Amphiophiura irregularis Ziesenhenne, 1940
- Amphiophiura kermadecensis (Benham, 1911)
- Amphiophiura lacazei (Lyman, 1878)
- Amphiophiura lapidaria (Lyman, 1878)
- Amphiophiura latro (Koehler, 1904)
- Amphiophiura laudata (Koehler, 1904)
- Amphiophiura lenta (Koehler, 1904)
- Amphiophiura liberata (Koehler, 1904)
- Amphiophiura lockingtoni (Ives, 1889)
- Amphiophiura megapoma (H.L. Clark, 1911)
- Amphiophiura metabula H.L. Clark, 1915
- Amphiophiura obtecta (Lütken & Mortensen, 1899)
- Amphiophiura oedignatha H.L. Clark, 1915
- Amphiophiura oediplax (H.L. Clark, 1911)
- Amphiophiura oligocenica Berry, 1937 †
- Amphiophiura oligopora (H.L. Clark, 1913)
- Amphiophiura ornata (Lyman, 1878)
- Amphiophiura pachyplax Djakonov, 1954
- Amphiophiura pacifica Litvinova, 1971
- Amphiophiura paraconcava Litvinova, 1981
- Amphiophiura paucisquama Ziesenhenne, 1940
- Amphiophiura paupera (Koehler, 1897)
- Amphiophiura penichra (H.L. Clark, 1911)
- Amphiophiura pertusa Koehler, 1930
- Amphiophiura pomphophora (H.L. Clark, 1911)
- Amphiophiura prisca (Koehler, 1904)
- Amphiophiura radiata (Lyman, 1878)
- Amphiophiura rowetti G.A. Smith, 1923
- Amphiophiura sculpta (Duncan, 1879)
- Amphiophiura sculptilis (Lyman, 1878)
- Amphiophiura solida (Lyman, 1878)
- Amphiophiura sordida (Koehler, 1897)
- Amphiophiura spatulifera Koehler, 1922
- Amphiophiura superba (Lütken & Mortensen, 1899)
- Amphiophiura trifolium Hertz, 1927
- Amphiophiura turgida Koehler, 1930
- Amphiophiura undata (Lyman, 1878)
- Amphiophiura urbana (Koehler, 1904)
- Amphiophiura ursula (Clark, 1949)
- Amphiophiura vemae Kyte, 1987

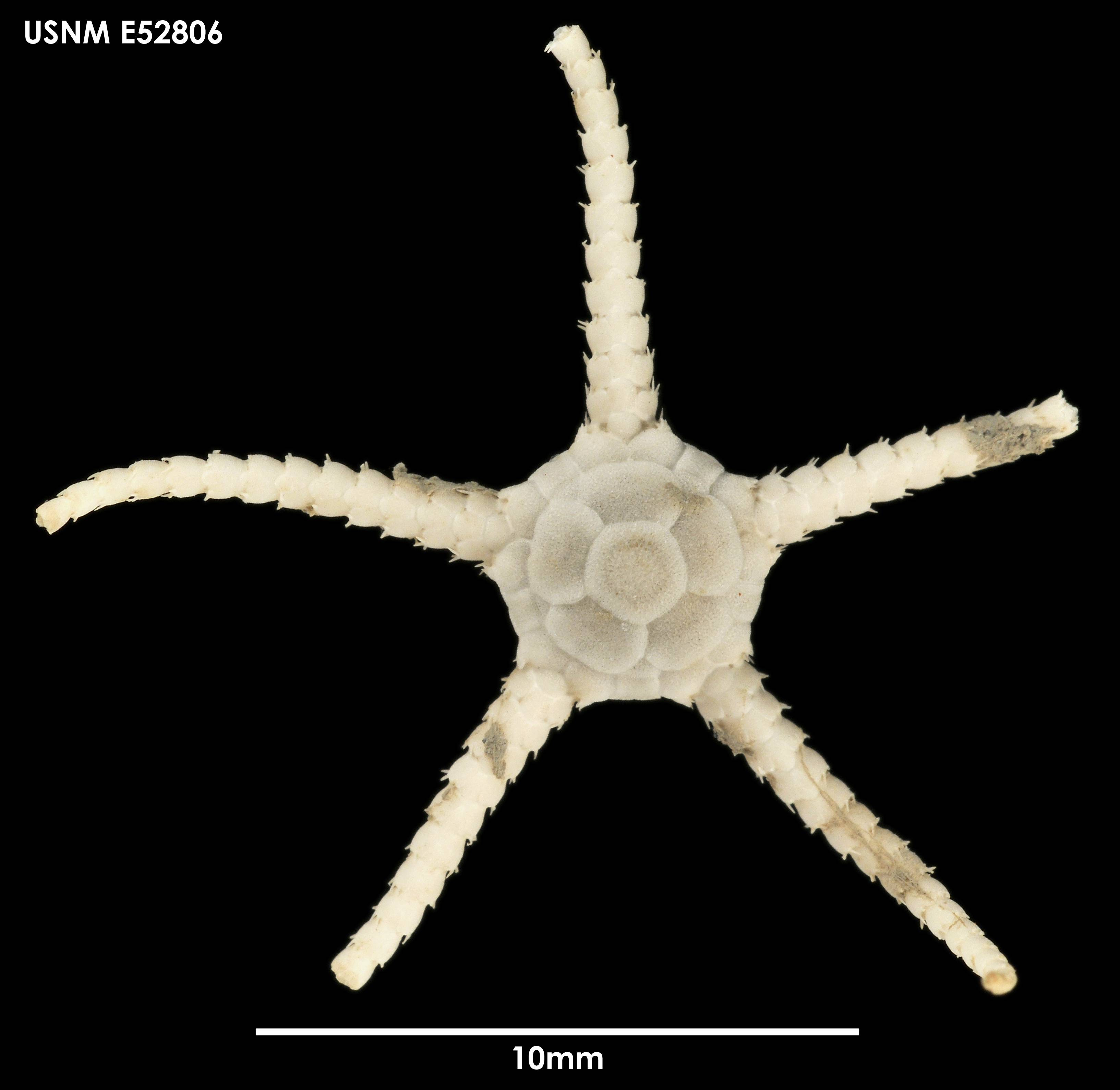
Amphiophiura antarctica (USNM)
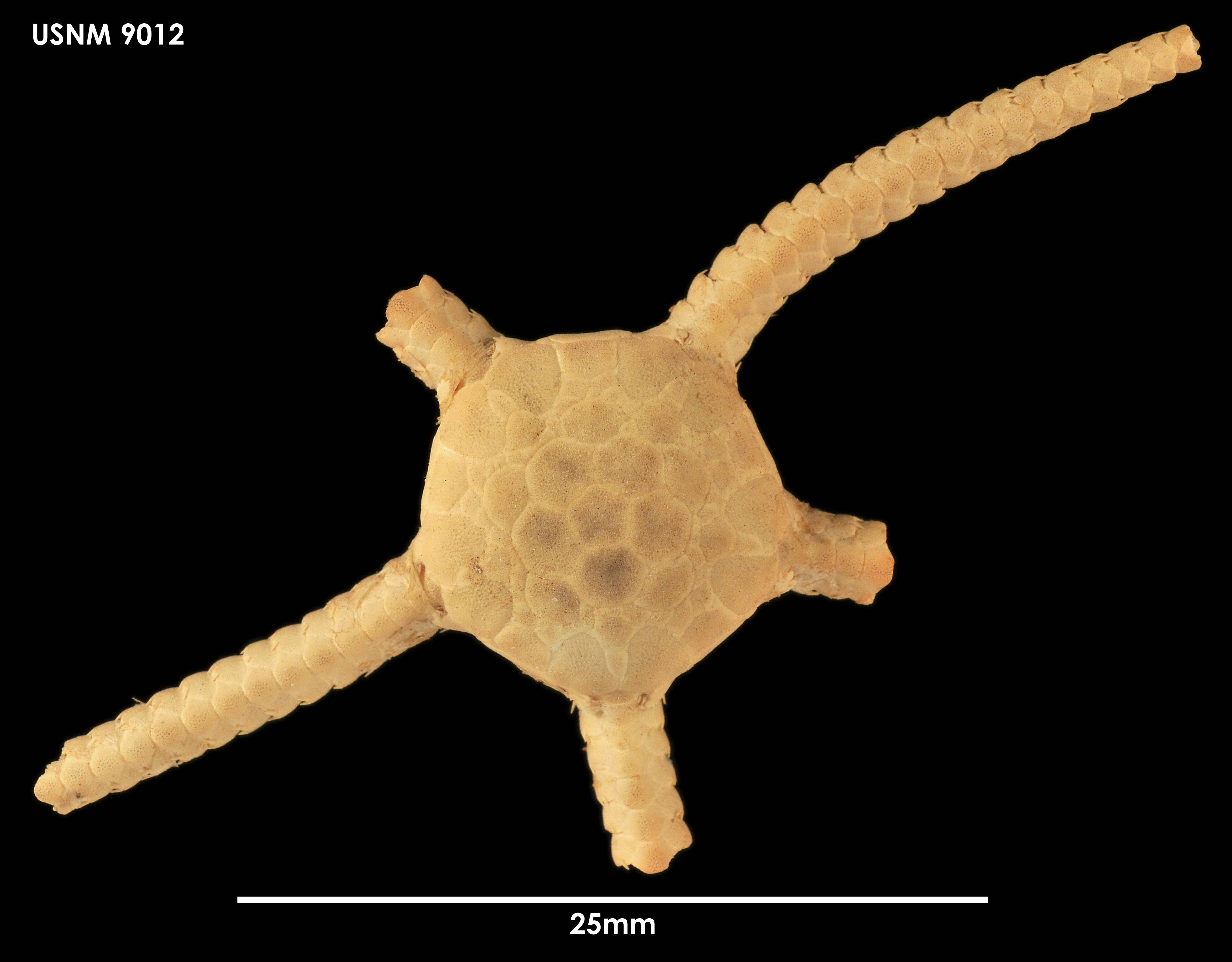
Amphiophiura bullata (USNM)
Amphiophiura confecta (NHMD)
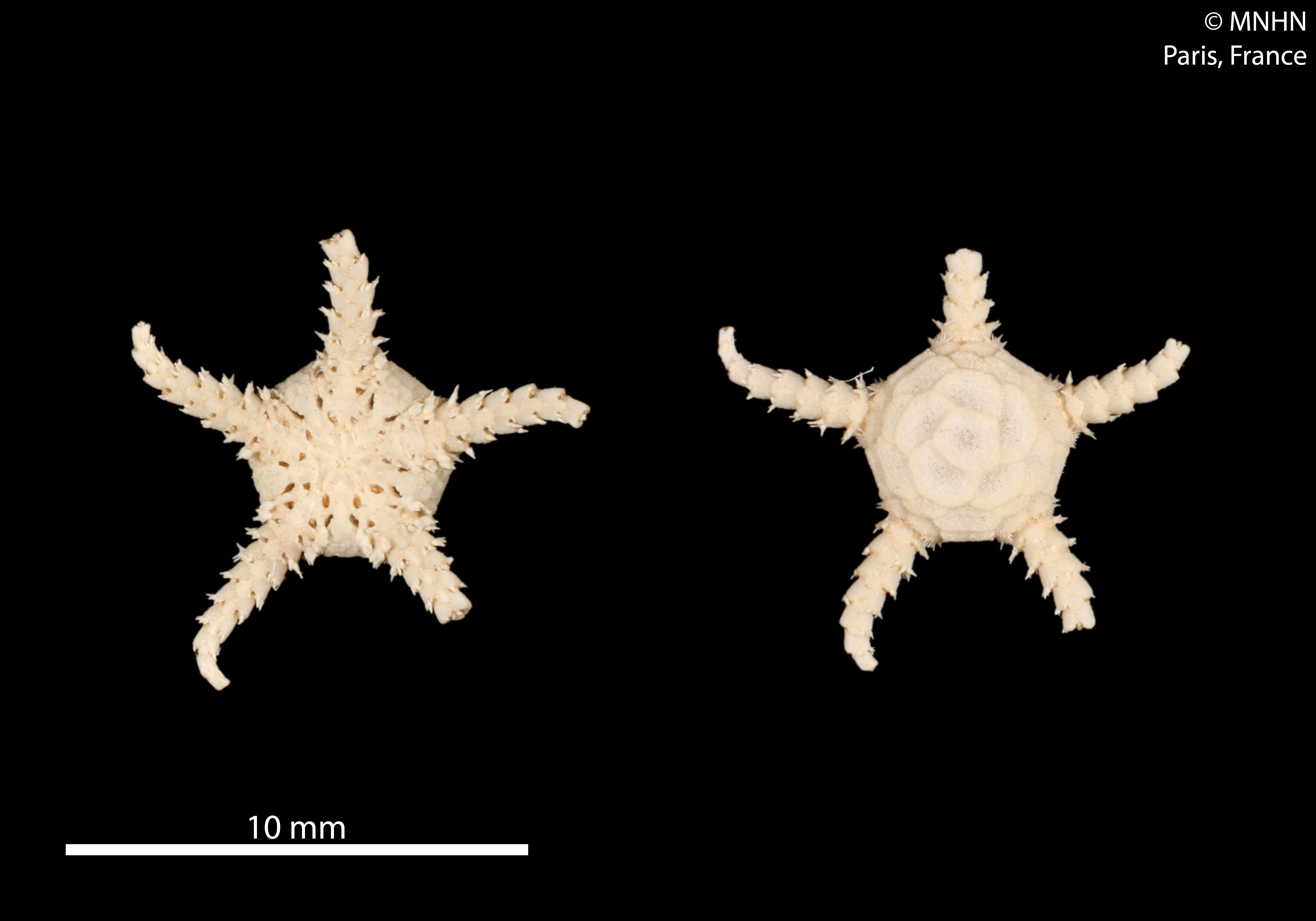
Amphiophiura distincta (MNHN)
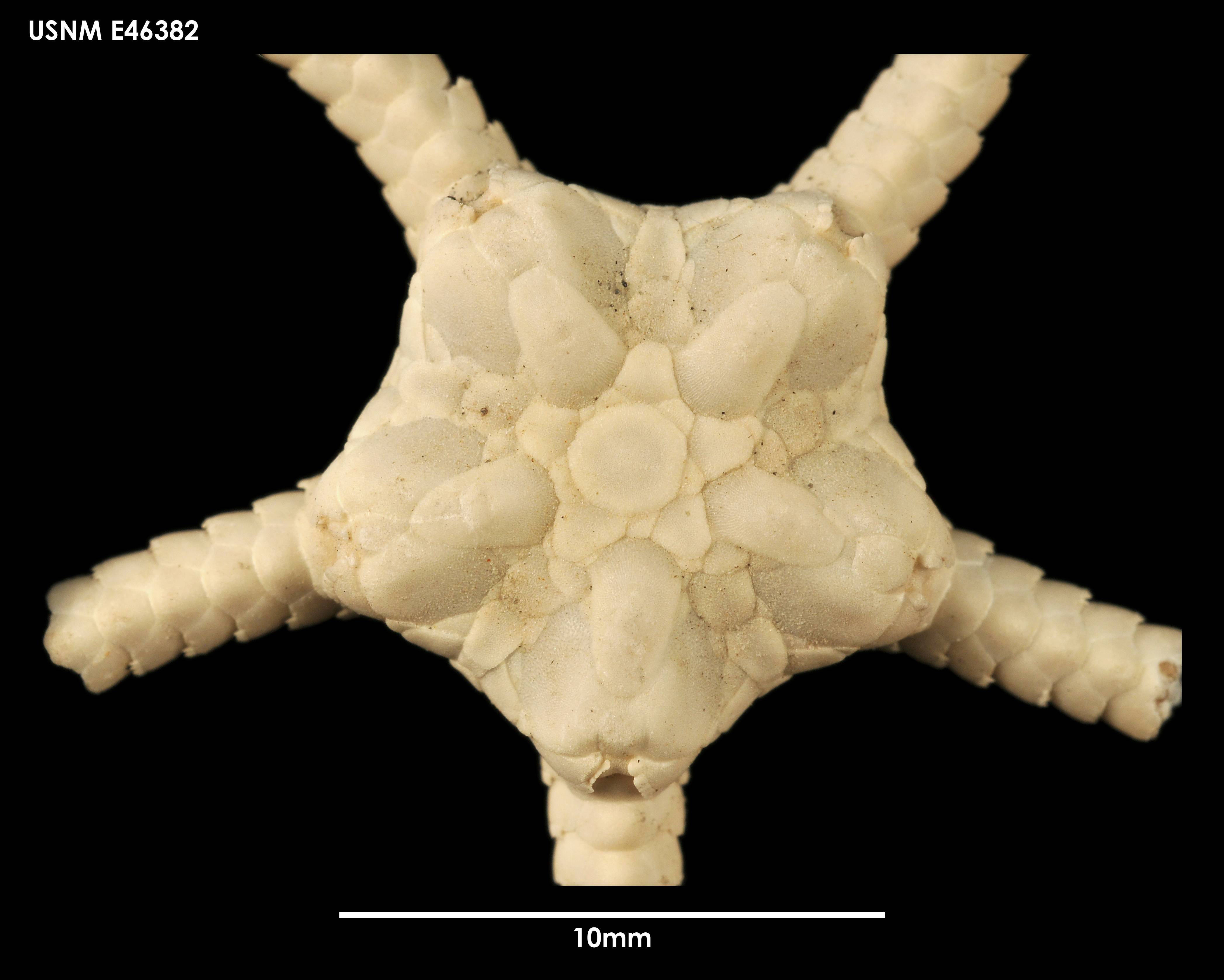
Amphiophiura gibbosa (USNM)
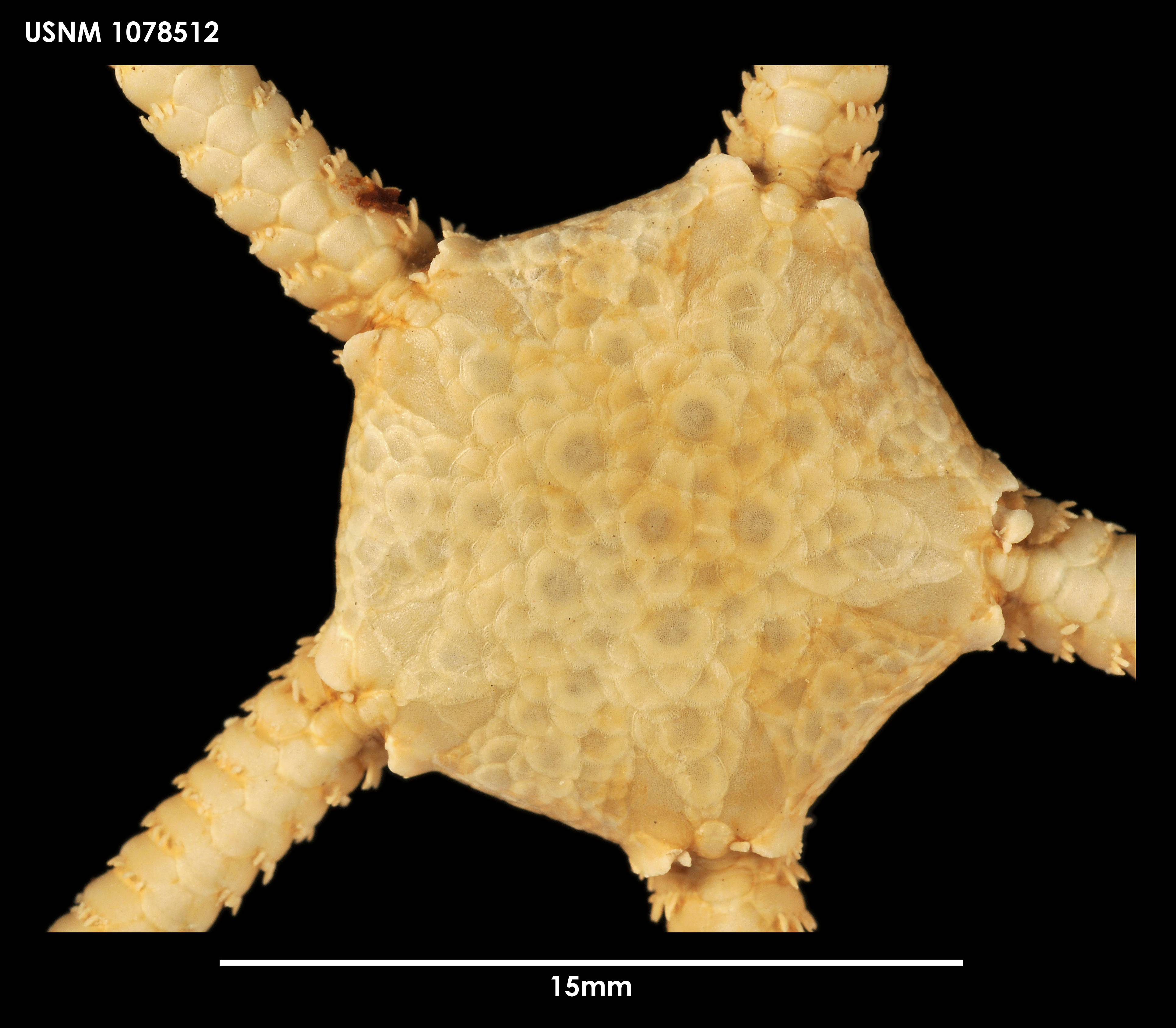
Amphiophiura inops (USNM)
Amphiophiura pertusa  (NHMD)
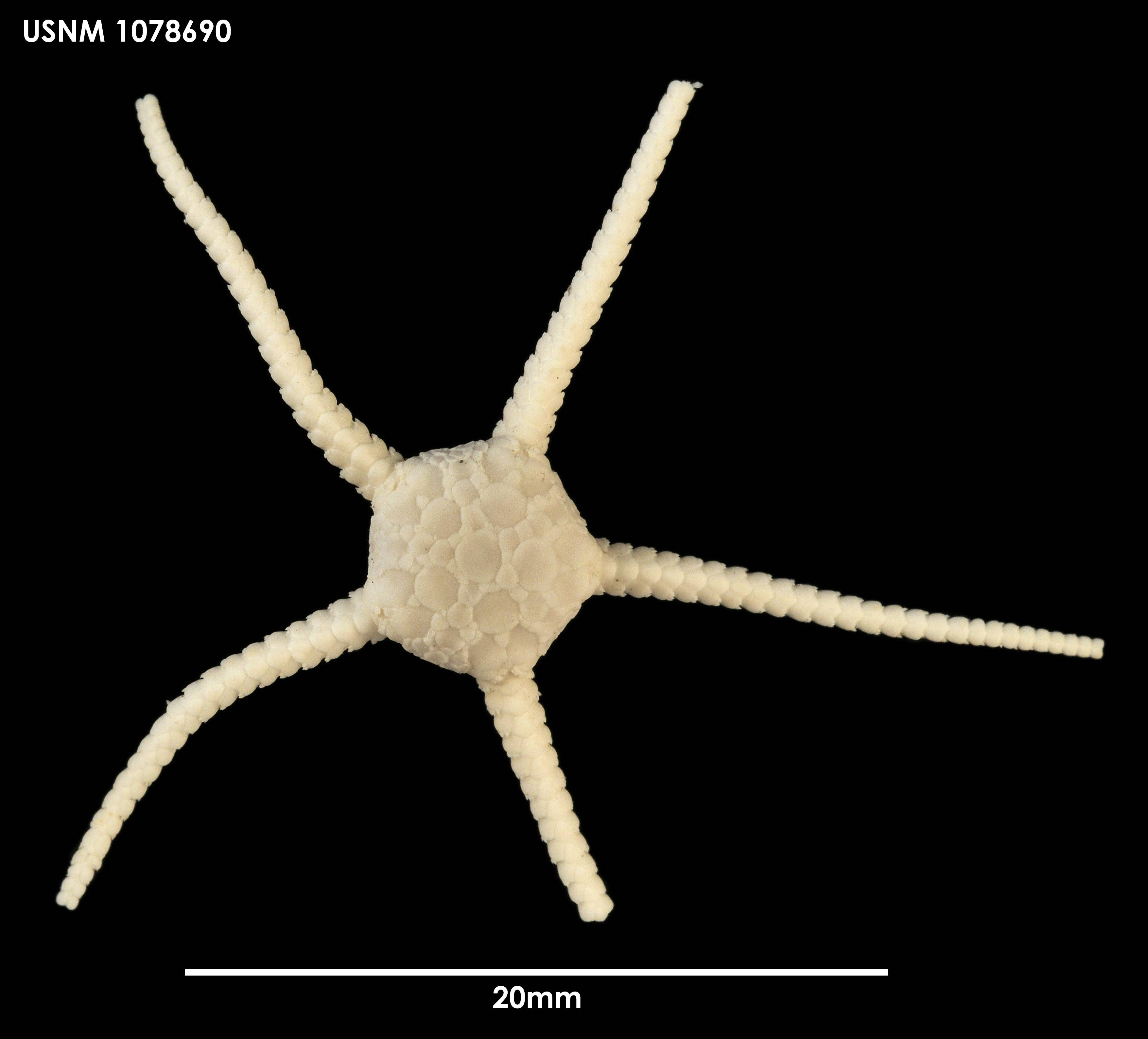
Amphiophiura rowetti (USNM)
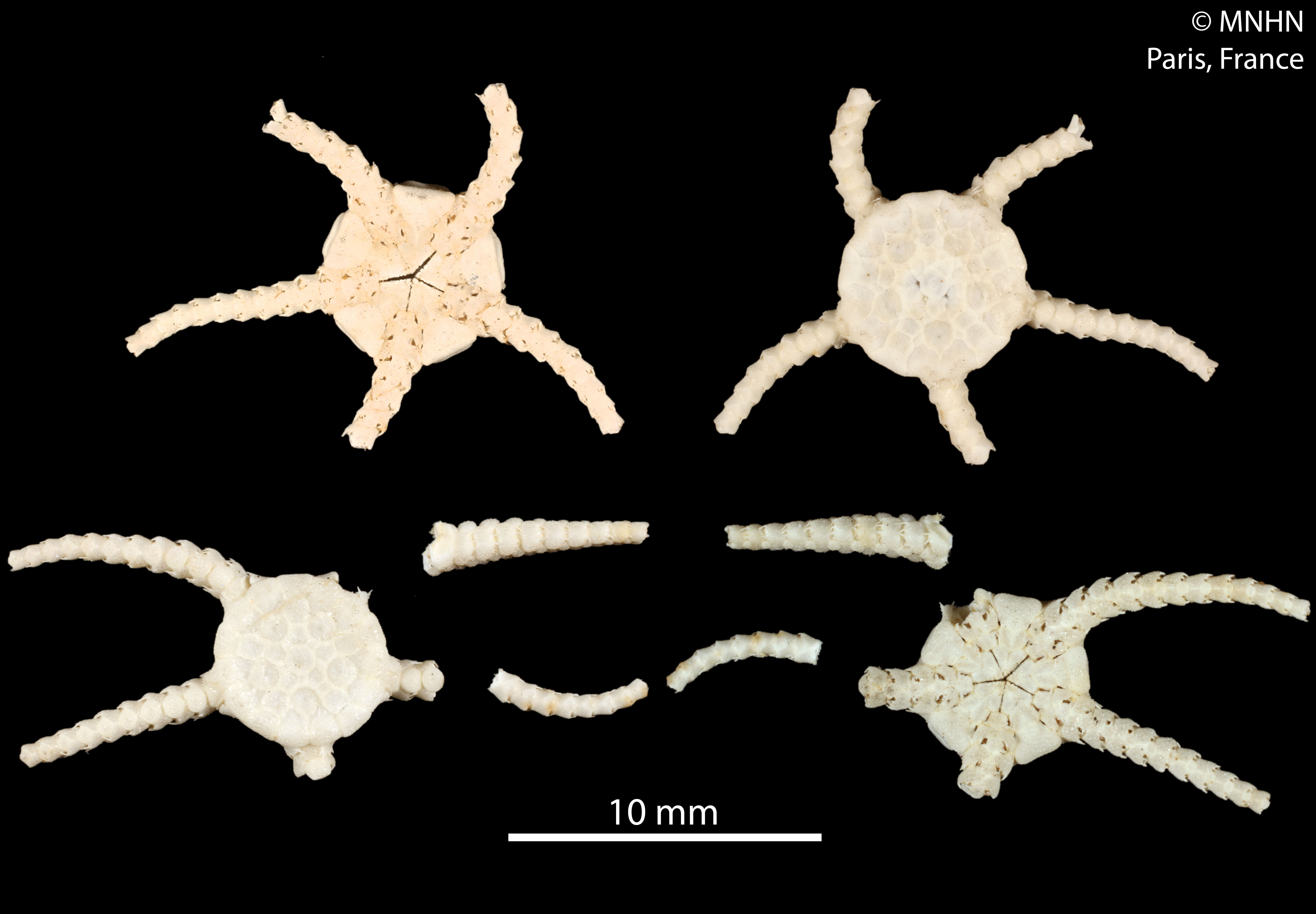
Amphiophiura paupera (MNHN)
Amphiophiura turgida (NHMD)